# Aranyfejű gyümölcsgalamb
Az aranyfejű gyümölcsgalamb (Ptilinopus aurantiifrons) a madarak osztályának galambalakúak (Columbiformes) rendjébe és a galambfélék (Columbidae) családjába tartozó faj.

## Rendszerezése
A fajt George Robert Gray angol ornitológus írta le 1858-ban.

## Előfordulása
Új-Guinea szigetén, Indonézia és Pápua Új-Guinea területén honos. Természetes élőhelyei szubtrópusi és trópusi síkvidéki esőerdők, mangroveerdők és szavannák, valamint városi régiók. Állandó, nem vonuló faj.

## Megjelenése
Átlagos testhossza 23 centiméter.

## Természetvédelmi helyzete
Az elterjedési területe nagyon nagy, egyedszáma pedig stabil. A Természetvédelmi Világszövetség Vörös listáján nem fenyegetett fajként szerepel.